# Clerodendrum leucobotrys
Clerodendrum leucobotrys là một loài thực vật có hoa trong họ Hoa môi. Loài này được Breteler mô tả khoa học đầu tiên năm 2005.